# 莫斯克维京村委员会
莫斯克维京村委员会（俄语：Москвитинский сельсовет）是俄罗斯联邦阿穆尔州斯沃博德内区所属的一个村委员会。其下辖有2个居民点，行政中心为莫斯克维京。据2016年统计，该村委员会的人口为523人。